# 69230 Гермес
69230 Гермес — субкілометровий астероїд із подвійною системою на ексцентричній орбіті, класифікований як потенційно небезпечний астероїд і навколоземний об'єкт групи Аполлонів, який 30 жовтня 1937 року пройшов повз Землю на відстані приблизно вдвічі більшій від відстані до Місяця. Астероїд був названий на честь Гермеса з грецької міфології. 69230 Гермес був останнім названим втраченим астероїдом, повторно відкритим у 2003 році. Астероїд типу S має період обертання 13,9 години. Його синхронний супутник був виявлений у 2003 році.

## Відкриття
Гермес був відкритий німецьким астрономом Карлом Райнмутом на знімках, зроблених у Гейдельберзькій обсерваторії 28 жовтня 1937 року. Об'єкт спостерігали лише чотири дні, перш ніж він став занадто слабким, щоб його можна було побачити в тогочасні телескопи. Цього було недостатньо для розрахунку орбіти, і Гермес став загубленим астероїдом. Таким чином, він не отримав номера, але Райнмут все ж назвав його на честь грецького бога Гермеса. Це був третій ненумерований, але названий астероїд, який мав лише тимчасове позначення 1937 UB. Двома іншими давно втраченими були (1862) Аполлон, відкритий у 1932 році та пронумерований у 1973 році, та 2101 Адоніс, відкритий у 1936 році та пронумерований у 1977 році.
15 жовтня 2003 року Браян А. Скіфф з проєкту LONEOS провів спостереження за астероїдом і, коли орбіта була обчислена назад у часі), виявився повторним відкриттям Гермеса. Йому присвоєно порядковий номер 69230. Центр малих планет опублікував додаткові спостереження перед відкриттям, перші з яких були знайдені на зображеннях, випадково зроблених 2,2-метровим телескопом MPG/ESO La Silla 16 вересня 2000 року.

## Орбіта і класифікація
Гермес — астероїд типу Аполлон, підгрупи навколоземних астероїдів, які перетинають орбіту Землі. Він обертається навколо Сонця на відстані 0,6—2,7 а. о. раз на 2 роки та 2 місяці (778 днів; велика напіввісь 1,66 а. о). Його орбіта має ексцентриситет 0,62 і нахил відносно екліптики 6°. Завдяки своїй ексцентричності Гермес також перетинає орбіти Марса і Венери. Через часті близькі зближення як із Землею, так і з Венерою надзвичайно складно спрогнозувати його орбіту більш ніж на століття вперед, хоча ризику зіткнення за цей проміжок часу немає.

## Фізичні характеристики

### Спектральний тип
За словами Енді Рівкіна та Річарда Бінзеля, Гермес — це кам'янистий астероїд S-типу. Він був охарактеризований як Sq-підтип за допомогою інструменту SpeX на інфрачервоному телескопі НАСА. Перехід типів Sq до астероїдів типу Q.

### Криві блиску
Три обертальні криві блиску Гермеса були отримані в результаті фотометричних спостережень у жовтні 2003 року. Аналіз кривої світла дав чітко визначений період обертання між 13,892 і 13,894 годинами з коливаннями яскравості від 0,06 до 0,08 зоряної величини, що вказує на те, що тіло має майже сферичну форму.

## Бінарна система

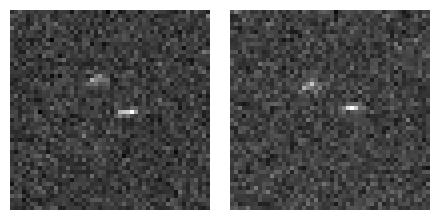
Радарне зображення Аресібо від 19 жовтня 2003 року, на якому показано відносний рух компонентів.

Радарні спостереження під керівництвом Жана-Люка Марго в обсерваторії Аресібо та Голдстоуні в жовтні та листопаді 2003 року показали, що Гермес є подвійним астероїдом. Первинний і вторинний компоненти мають майже однакові радіуси 315 м і 280 м, відповідно, а їхня орбітальна відстань становить лише 1200 метрів, набагато менше, ніж радіус Гілла у 35 км. Супутник отримав назву «Пейто» на честь дружини Гермеса.
Два компоненти знаходяться в подвійному синхронному обертанні (подібно до транснептунової системи Плутона і Харона). Гермес — одна з чотирьох подібних систем, відомих серед навколоземних об'єктів. Інші три: 1994 CJ1, (190166) 2005 UP156 і 2017 YE5.